# Doomsword
Doomsword — итальянская группа, смешивающая дум-метал и викинг-метал. Музыкально Doomsword находятся между ранним викинг-металом в духе Bathory и эпик-думом в духе Candlemass. Тексты группы посвящены нордическим сагам.
Все члены Doomsword выступают под псевдонимами. Основатель группы — вокалист Deathmaster.

## Состав
- Deathmaster — вокал[1]
- Geilt — бас-гитара
- WrathLord — ударные
- Sacred Heart — гитара

### Бывшие участники
- The Forger — гитара
- Guardian Angel — гитара
- Guardian Angel II — гитара, ударные
- Nightcomer — вокал
- Dark Omen — бас-гитара
- Soldier Of Fortune — бас-гитара
- Grom — ударные

## Дискография
- Doomsword — (1999)
- Resound the Horn — (2002)
- Let Battle Commence — (2003)
- My Name Will Live On — (2007)
- The Eternal Battle — (2011)